# DLL Group
DLL Group är ett globalt finansbolag med tillgångar på över 30 miljarder euro. Företaget grundades 1969 och har huvudkontor i Eindhoven i Nederländerna. DLL erbjuder finansiella lösningar inom lantbruk, livsmedel, hälso- och sjukvård, miljövänlig teknik, entreprenad, transport, industri samt IT och dokumenthantering. DLL samarbetar med tillverkare, återförsäljare och distributörer av utrustning i över 30 länder.